# The Haxan Cloak
The Haxan Cloak, pseudonimo di Bobby Krlić (Wakefield, 20 dicembre 1985), è un compositore, musicista e produttore discografico inglese, autore di numerose colonne sonore per il cinema e la televisione col suo vero nome.

## Biografia
Nato e cresciuto a Wakefield, ha studiato musica e arti visive all'Università di Brighton.
Il primo progetto di Krlic come The Haxan Cloak è stato l'EP Observatory nel 2010. L'anno seguente, ha inciso il suo primo album, The Haxan Cloak, nel capanno degli attrezzi dei suoi genitori suonando lui stesso tutti gli strumenti. Il suo secondo album, Excavation, è più vicino alla musica elettronica, utilizzando campionature, bassi e distorsioni dei field recording.
Ha prodotto l'album Silver Eye dei Goldfrapp, il singolo Animal di Troye Sivan, Family di Björk dal suo album Vulnicura, Victim degli Health dal loro album Death Magic e Heaven di Khalid dal suo album Free Spirit.
Ha cominciato a comporre colonne sonore dopo l'invito da parte di Atticus Ross a contribuire alla colonna sonora del film Blackhat (2015). Il suo primo lavoro da compositore è stato, sempre assieme a Ross, il film Codice 999 l'anno seguente, per poi cominciare una prolifica carriera da solista in questo campo, al cinema, in televisione e nei videogiochi. Ha ricevuto particolare plauso per le musiche dell'horror Midsommar - Il villaggio dei dannati nel 2019.

## Discografia

### Album
- 2011 – The Haxan Cloak
- 2013 – Excavation

### EP
- 2010 – Observatory
- 2012 – The Men Parted the Sea to Devour the Water

## Colonne sonore

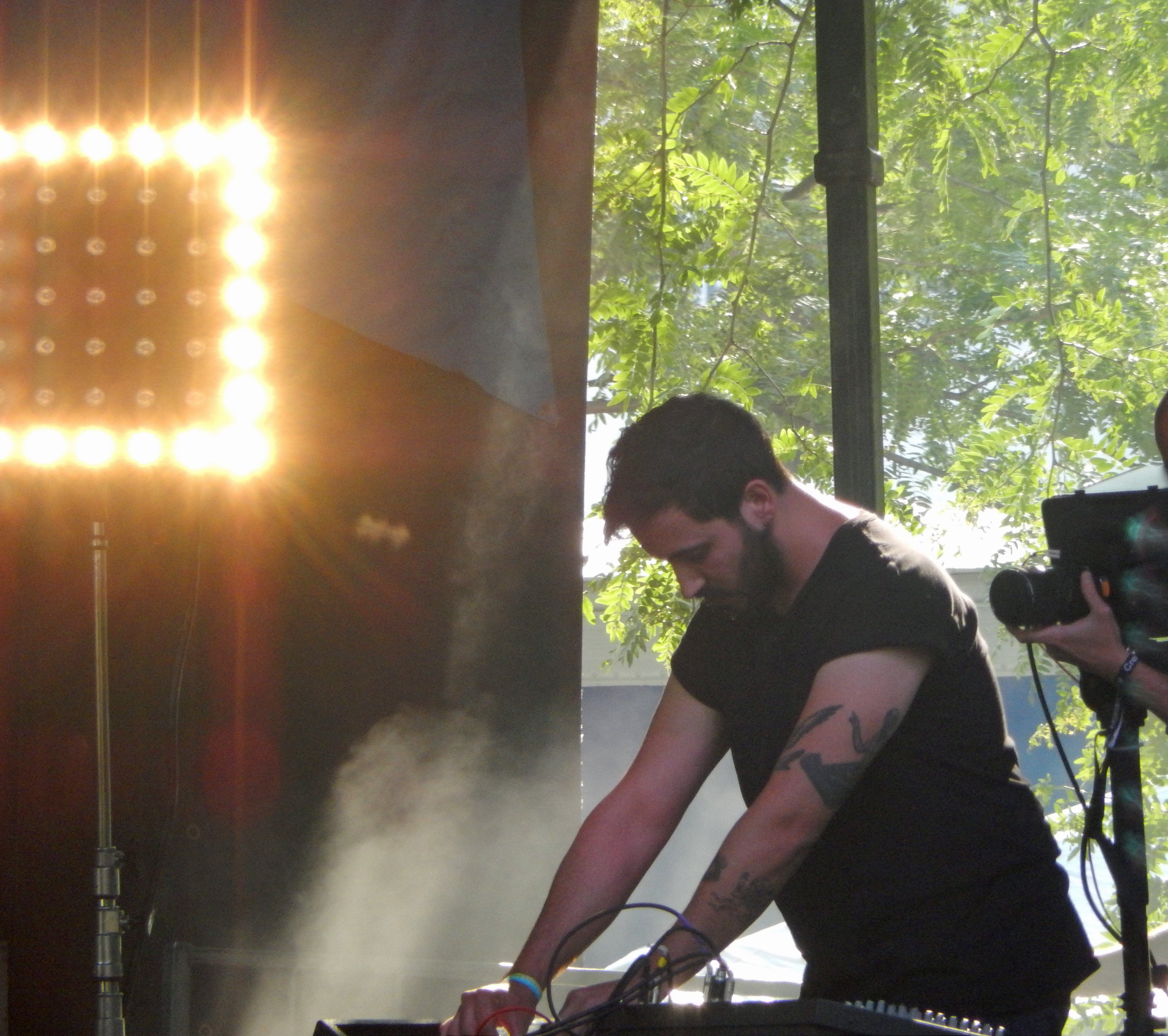
The Haxan Cloak in concerto a Chicago nel 2014.

### Cinema
- Codice 999 (Triple 9), regia di John Hillcoat (2016)
- Midsommar - Il villaggio dei dannati (Midsommar), regia di Ari Aster (2019)
- Beau ha paura (Beau Is Afraid), regia di Ari Aster (2023)
- Blue Beetle, regia di Ángel Manuel Soto (2023)
- Eddington, regia di Ari Aster (2025)

### Televisione
- Shooter – serie TV, 30 episodi (2016-2018)
- Seven Seconds – serie TV, 10 episodi (2018)
- The Enemy Within – serie TV, 13 episodi (2019)
- Reprisal – serie TV, 10 episodi (2019)
- L'alienista (The Alienist) – serie TV, 8 episodi (2020)
- Calls – serie TV, 9 episodi (2019)
- Snowpiercer – serie TV, 30 episodi (2021-2024)
- Paper Girls – serie TV, 8 episodi (2022)
- Lo scontro (Beef) – serie TV, 10 episodi (2023)

### Videogiochi
- Returnal (2021)